# 앙리 베르그송
앙리루이 베르그송(프랑스어: Henri-Louis Bergson [bɛʁɡ.sɔn][*], 1859년 10월 18일 ~ 1941년 1월 4일)은 프랑스의 철학자이다.

## 생애
1859년 10월 18일 파리에서 폴란드계 유대인 아버지와 영국 국적의 아일랜드계 유대인 어머니 사이에서 태어났다. 1868년에 콩도르세 중등학교(Lycée Condorcet, 입학 당시에는 보나파르트 중등학교)에 입학하여 수학하였다. 베르그손은 어린 시절부터 학업에 뛰어난 자질을 보였는데, 전국 학력경시대회에서 라틴어, 영어, 기하학, 그리스어, 불작문, 수학, 역사 등 다양한 분야의 상을 휩쓸었던 것으로 알려져 있다. 특히, 베르그손이 1877년 전국 학력경시대회의 수학 부문에 제출한 답안은 《수학 연보》에 소개되기도 했다.
1878년에는 파리 고등사범학교(École normale supérieure Paris)에 입학하였고, 1881년에는 고등사범학교 졸업과 함께 철학 교수자격시험(agrégation)에 합격하였다. 같은 해 앙제 중등학교(Lycée Angers, 현재의 앙리 베르그송 중등학교)의 교수가 되었고, 이후에도 여러 군데에서 중등학교 교수로 일했다. 소르본 대학교의 교수직에 두 번 지원해서 두 번 모두 실패하였지만, 1898년에 고등사범학교의 전임강사 자리를 얻었고, 1900년에는 마침내 콜레주 드 프랑스의 그리스·라틴 철학 담당 교수로 취임하였다. 1904년에는 콜레주 드 프랑스의 현대철학 담당 교수로 자리를 옮겨 1921년 은퇴할 때까지 이 곳에서 강의와 연구를 병행하였다.
1914년에 아카데미 프랑세즈의 회원으로 선출되었고, 같은 해 베르그손의 저작 대부분이 교황청에서 금서로 지정되었다. 1928년에는 노벨 문학상을 수상하였으며, 1930년에는 레지옹 도뇌르 1등 훈장(grand croix)을 수여받았다.
비슷한 시대에 활동했던 윌리엄 제임스와 많은 영향을 주고받았고, 알베르트 아인슈타인과는 시간의 본성을 둘러싸고 논쟁을 벌이기도 했다. 또 베르그손은 저명한 지식인으로서 사회적 활동에 나서기도 했다. 1917년에는 군사적, 재정적 지원을 요청하기 위해 프랑스 대표단의 일원으로 우드로 윌슨 대통령을 만나기도 했고, 1922년부터 1925년까지는 유네스코의 전신인 지적 협력 국제위원회(CICI, Commission internationale de coopération intellectuelle)에서 활동하였다.
앙리 베르그손은 1941년에 81세를 일기로 폐렴으로 사망하였다.

## 철학
베르그손의 철학은 지속, 의식, 그리고 생명의 문제에 천착하는 경향을 보이는데, 그의 대부분 저작에서 이와 같은 문제들이 논의의 중심에 놓인다. 그의 철학은 선험적인(a priori) 그리고 논리적인 체계를 구축하려 하기보다는 한편으로는 동시대 자연과학의 실증적 성과들을 수용하고 다른 한편으로는 경험과 직관에 기반을 둔다는 점에서 사변에 기초하는 전통적인 형이상학과는 구분되는 면이 있다.

### 지속
지속(durée)은 베르그송 철학의 핵심을 이루는 개념이다. 이 개념은 시간에 관한 것이기는 하지만, 전통적으로 혼동되어 온 시간의 두 측면을 서로 구별하고자 하는 의도에서 도입되었다. 즉 베르그손은 그의 박사학위논문인 『의식에 직접 주어진 것들에 관한 시론』(Essai sur les données immédiates de la conscience, 1889)에서 "순수한 지속과 공간의 관념이 몰래 개입한 지속"을 서로 구별해서 이해해야 한다고 주장한다. 그에 따르면 순수한 공간은 그 안에 놓인 것들 사이의 질적 차이를 포함하지 않는 '동질성'의 관계를 매개하는 반면, 순수한 지속은 "명확한 윤곽도 없고, 서로의 밖에 있으려는 어떠한 경향도 없으며, … 서로 침투하는 질적 변화의 연속"으로서의 "순수한 이질성"에 해당한다.
베르그손은 뒤이어 잘 알려진 제논의 역설에 빗대어 이 개념을 설명한다. 베르그손에 따르면 "운동과, 운동체가 지나간 공간 사이의 … 혼동으로부터 엘레아 학파의 궤변이 태어났다." 다시 말해, 운동 그 자체를 운동한 물체가 지나간 궤적과 혼동해서는 안 된다는 것이다. 물체의 궤적은 지속이 개입되지 않은 공간적 상태로서 모든 것이 동시에 주어지며 궤적 상의 점들 사이에 어떠한 질적 차이도 없다. 반면 운동 그 자체, 혹은 운동으로부터 추출된 운동성(mobilité)은 공간 상의 특수한 지점을 점유하지 않는 이행 혹은 과정에 해당하는 것이다. 운동성은 순수한 이질성에 해당하기 때문에, 제논의 역설의 사례에서, 아킬레우스의 운동과 거북의 운동은 서로 다른 운동이며, 이들 사이에는 어떠한 동질적인 비교 공간도 존재하지 않기 때문에 서로 비교하는 것 자체가 불가능하다. 엘레아 학파의 철학자들이 두 운동을 비교한다고 말하면서 실제로 비교하고 있는 것은, 아킬레우스의 운동이 남긴 궤적의 길이와 거북의 운동이 남긴 궤적의 길이일 뿐, 각각의 운동 자체를 비교할 수는 없다는 것이다.
지속의 개념은 정지된 것이 기준이 되고 움직이는 것이 예외가 되는 전통적인 서구 형이상학의 구도를 뒤집어, 움직이는 것을 그 자체로 하나의 기준으로 삼는다. 플라톤 이래 서구의 형이상학에서는 정지된 것이야말로 그 자체로 존재하는 것이며, 움직이거나 변화한다는 것은 이전과는 다른 존재로 탈바꿈한다는 것을 의미했다. 하지만 베르그손은 순수 지속의 개념을 통해 움직이거나 변화하는 것 또한 그 자체로 존재할 수 있다고 주장한다.

### 과학과 형이상학
베르그손의 철학은 동시대의 생리학, 심리학, 진화론에 깊이 뿌리내리고 있을 뿐 아니라 상대성 이론이나 열역학과 같은 분야들 또한 자주 언급한다는 점에서 과학과 깊은 관계를 맺고 있다. 그러므로 베르그손에게 과학과 철학의 관계를 규명하는 일은 중요한 과제가 될 수밖에 없다. 베르그손은 「형이상학 입문」(Introduction à la métaphysique)이라는 제목의 논문에서 이 문제를 명시적으로 이야기한다.
베르그손은 정신이 실재에 접근하는 두 가지 방법으로서 직관(intuition)과 분석(analyse)을 구별한다. 이 때 직관이란 "대상의 내부로 옮겨가 그 대상 안에 있는 유일하고 표현될 수 없는 것과 합치하는 공감"인 반면, 분석이란 "사물을 그 사물이 아닌 것을 통해서 표현하는 … 번역이요 부호에 의한 전개"를 일컫는다. 베르그손은 분석은 과학의 방법이고, 형이상학은 직관을 목표로 해야 하며, 서양 철학 전통이 저지른 실수는 대체로 분석과 직관의 두 방법을 혼동한 데에 있다고 주장한다. 따라서 참된 형이상학은 과학을 포함하거나 과학에 포함되는 방식으로가 아니라 과학과 상보적 쌍을 이루는 방식으로 이루어져야 한다는 것이 베르그손의 결론이다. 형이상학은 과학과 우호적인 관계를 맺지 않고서는 완성될 수 없는데, "왜냐하면 우선 실재의 표면적인 표현과 오랫동안 우호관계를 이루어 실재의 신뢰를 얻어두지 않았다면, 실재에서 직관을 획득할 수 없기 때문이다." 그럼에도 불구하고 베르그손은 직관의 영역이 분석의 영역과는 다르다는 점을 끝까지 강조한다. 요컨대, 형이상학은 과학에 대한 깊은 이해에 기반하면서도 과학에 종속되지 않는 고유의 방법과 지향을 가진 독립된 영역이어야 한다는 것이 베르그송=송의 견해이다.

### 열린 사회와 닫힌 사회
사회와 도덕에 관한 베르그손의 견해 또한 지속과 생명을 중심에 두는 그의 존재론의 연장선상에서 이해할 수 있다. 베르그손은 닫힌 도덕과 열린 도덕, 닫힌 종교와 열린 종교, 닫힌 사회와 열린 사회를 구별하면서 전자에서 후자로의 이행이 필요하다고 주장한다. 그는 기존의 고정되어 있는 전통적인 도덕의 체계보다 시시각각 움직이고 계속 변화되어 가는 원칙을 가지는 유기체적 도덕의 우수성을 옹호하였다.

## 영향
이른바 과정철학 혹은 생성의 철학 등으로 불리는 현대철학 사조의 선구자로 평가받는 베르그손은 플라톤으로부터 이어지는 서양의 전통 형이상학을 개혁함으로써 화이트헤드와 들뢰즈를 비롯한 20세기 이후의 존재론이 전개되는 배경을 마련하였다. 또 인간의 존재를 해명함에 있어 생명, 의식, 몸의 개념을 중심에 놓은 베르그손은 현상학의 프랑스 수용에 영향을 주어 마르셀, 사르트르, 메를로퐁티 등으로 대표되는 프랑스 현상학의 고유한 흐름이 형성되는 데에 중요한 역할을 했다. 베르그손의 철학은 경험 과학의 논의와도 긴밀한 관계를 맺는 바 과학자들과 과학철학자들에게도 많은 영감을 제공했는데, 베르그손의 영향을 받은 사람들로는 물리학자이자 프랑스 과학철학 전통의 개척자인 에밀 메이에르송, 수학자이자 사이버네틱스의 창안자인 노버트 위너, 의학의 역사와 철학을 다루는 연구로 잘 알려진 조르주 캉길렘 등이 대표적이다.

## 저서
- La philosophie de la poesie: le génie de Lucrèce (1884).
- 의식에 직접 주어진 것들에 관한 시론 Essai sur les données immédiates de la conscience (1889).
  - 최화 옮김, 『의식에 직접 주어진 것들에 관한 시론』, 아카넷 (2001). ISBN 978-89-89103-57-8.
- 물질과 기억 Matière et mémoire (1896).
  - 박종원 옮김, 『물질과 기억』, 아카넷 (2005). ISBN 978-89-5733-062-3.
  - 최화 옮김, 『물질과 기억』, 자유문고 (2017). ISBN 978-89-7030-118-1.
- Le Rire (1900).
  - 정연복 옮김, 『웃음』, 세계사 (1992). ISBN 978-89-338-3010-9.
- 창조적 진화 L'Évolution créatrice (1907).
  - 황수영 옮김, 『창조적 진화』, 아카넷 (2005). ISBN 978-89-5733-044-9.
  - 최화 옮김, 『창조적 진화』, 자유문고 (2020). ISBN 978-89-7030-152-5.
- L'Énergie spirituelle (1919).
  - 엄태연 옮김, 『정신적 에너지』, 그린비 (2019). ISBN 978-89-7682-482-0.
- Durée et simultanéité (1922).
- 도덕과 종교의 두 원천 Les deux sources de la morale et de la religion (1932).
  - 송영진 옮김, 『도덕과 종교의 두 원천』, 서광사 (1998). ISBN 978-89-306-1207-4.
  - 박종원 옮김, 『도덕과 종교의 두 원천』, 아카넷 (2015). ISBN 978-89-5733-463-8.
- La Pensée et le mouvant (1934).
  - 이광래 옮김, 『사유와 운동』, 문예출판사 (2012). ISBN 978-89-310-0069-6.

## 같이 보기
- 개념
  - 지속
- 저서
  - 의식에 직접 주어진 것들에 관한 시론
  - 물질과 기억
  - 창조적 진화
  - 도덕과 종교의 두 원천